# ピーエムクリエーターズ
ピーエムクリエーターズは、日本の音楽会社である。
社長は矢吹俊郎、副社長は大平勉。奥井雅美も所属していた。ベースの佐藤秀樹（デッキ）や奥井雅美のバックコーラスなどで活躍した副田研二（そえぴー）。また、ドラマスの佐藤強一の夫人で奥井雅美のマネージャーだった佐藤由紀子（ママゴン）も所属していた。副田研二は奥井雅美がピーエム脱退時に辞め、その後、佐藤秀樹もピーエムを辞めている。前身はPAROME（パロメミュージック）。